# Pleurothallopsis clausa
Pleurothallopsis clausa är en orkidéart som först beskrevs av Carlyle August Luer och Rodrigo Escobar, och fick sitt nu gällande namn av Alec M. Pridgeon och Mark W. Chase. Pleurothallopsis clausa ingår i släktet Pleurothallopsis och familjen orkidéer. Inga underarter finns listade i Catalogue of Life.